# Rhododendron mariae
Rhododendron mariae är en ljungväxtart. Rhododendron mariae ingår i släktet rododendron, och familjen ljungväxter.

## Underarter
Arten delas in i följande underarter:
- R. m. flumineum
- R. m. mariae
- R. m. microphyton